# Jaime Porcar y Tió
Jaime Porcar y Tió (Tortosa, 1835-Tortosa, 1885) fue un pedagogo y escritor español.

## Biografía
Nacido en la localidad tarraconense de Tortosa a mediados de la década de 1830, Fue hermano de Manuel Porcar, empresario y alcalde de Barcelona (1891-1892). Realizó los primeros estudios en su ciudad natal donde escribió para el periódico El Eco del País.
Prosiguió sus estudios en Barcelona, consiguiendo el título de magisterio en Madrid, donde colaboró en la revista La Joven España. Posteriormente le fue asignada la cátedra de Cuenca (1863-1868).
Su andadura laboral le llevó en 1869 a Salamanca, desde donde volvió a Barcelona (1876) para retirarse en 1885 a Tortosa al caer enfermo de una anemia cerebral. Falleció en su localidad natal ese mismo año.
Su importancia radica en el carácter pedagógico de sus obras, sobre todo sus dos primeros libros, que fueron muy bien acogidos por la crítica de la época.

## Obras
- La educación del buen sentido / La moral práctica (1864)
- Repertorio pedagógico
- «Pensamientos» 1871, en la Revista de España
- Observaciones psicológicas: fragmentos de un libro inédito (1872)
- Anatomía moral
- Los reptiles (1874)
- Nueva teoría sobre el origen y naturaleza de la luz (1882)